# Robert Esnault-Pelterie
Robert Charles Albert Esnault-Pelterie (Paris, 8 de novembro de 1881 — Paris, 6 de dezembro de 1957) foi um pioneiro francês projetista de aviões e teórico do voo espacial. Ele é referido como sendo um dos fundadores da astronáutica e foguetes modernos, juntamente com o russo Konstantin Tsiolkovsky, o alemão Hermann Oberth e o americano Robert H. Goddard.

## Biografia
Pelterie era filho de um industrial têxtil e foi educado na Faculté des Sciences, estudando engenharia na Sorbonne. Suas primeiras experiências na aviação foram baseadas nos aeroplanos dos irmãos Wright. Seus projetos para planadores foram testados em uma praia perto de Calais, usando técnicas de deformação das asas para controlar o voo. No entanto seus projetos foram baseados em informação inexata e se revelaram um fracasso. Depois de condenar a abordagem dos irmãos Wright, ele desenvolveu um aileron rudimentar (o aileron moderno é uma invenção de Henry Farman de 1908).
Em 1906, começou seus primeiros experimentos com voo rebocado. Em 19 de setembro de 1906 voou 500 m. Fez o seu primeiro voo motorizado em 10 de outubro de 1907, cobrindo uma distância de 100 m com o Pelterie I (ou REP I).
Ensaios com o monoplano Pelterie II começaram em 8 de junho de 1908. Este avião estabeleceu um novo recorde com um voo de 1.200 m a 30 m de altitude. Depois de uma versão modificada do avião voou em 1909, em Rheims, parou então de voar e focou-se no desenvolvimento e fabricação de aviões.
Serviu na Primeira Guerra Mundial e tornou-se oficial da Legião de Honra.
Adquiriu interesse em viagens espaciais, e em 1913 apresentou uma memória que deduzia (sem saber do trabalho de Tsiolkovsky de 1903) a equação do foguete e calculava a energia necessária para alcançar a Lua e os planetas nas proximidades. Nessa memória, ele propôs o uso da energia atômica, utilizando 400 kg de rádio para impulsionar um veículo interplanetário. Sua obra L'Astronautique foi publicada em 1930. Uma versão posterior foi publicada em 1934, e incluía detalhes sobre viagens interplanetárias e aplicações da energia nuclear.

## REP
Esnault-Pelterie desenvolveu e fabricou aviões e motores aeronáuticos sob o nome REP:
- REP 1
- REP 2
- REP Vickers
- REP Type N
- REP Parasol